# Miyakea sinevi
Miyakea sinevi là một loài bướm đêm trong họ Crambidae.